# Lide Doorman
Alida Margaretha Maria (Lide) Arntzenius-Doorman (Middelburg, 7 augustus 1872 – Den Haag, 16 maart 1954) was een Nederlandse schilderes.

## Leven en werk
Doorman was een dochter van kwartiermeester Pieter Lodewijk Gerard Doorman (1834-1916) en Claudine Albertine de Keth (1846-1917). Ze trouwde in 1900 met de kunstschilder Floris Arntzenius (1864-1925). Uit dit huwelijk werden vier dochters geboren, onder wie de kunstenares Lies Arntzenius.
Doorman was lid van de damesklas van de Academie van beeldende kunsten in Den Haag en volgde vanaf 1892 de schildercursus. Ze schilderde veel stillevens en bloemstukken. Tijdens haar huwelijk stond het schilderen op een laag pitje, na de dood van haar man in 1925 pakte ze de kwast weer op. In 1927 was Doorman mede-oprichtster van de schilderessenvereniging ODIS.
De schilderes overleed op 81-jarige leeftijd in haar woonplaats Den Haag.